# Wurstfries
Het Wurstfries was het Friese dialect dat gesproken werd in het land Wursten, ten noorden van Bremerhaven. Het behoort met het Harlingerfries, het Wangeroogs en het nog bestaande Saterfries tot het Oosterlauwers Fries.
Het land Wursten behoorde vanouds niet tot het Friese kolonisatiegebied, maar in de late Middeleeuwen vestigden de Friezen zich ook hier. Vanaf het eind van de vijftiende eeuw begint het Fries langzaam uit te sterven, maar in het land Wursten weet het zich nog enkele eeuwen te handhaven. Aan het eind van de zeventiende eeuw komen er twee woordenlijsten uit die dit dialect beschrijven. Aangenomen wordt dat ook het Wurstfries in de loop van de achttiende eeuw verdwenen is.
Het Wurstfries was een volstrekt unieke taal: in veel woorden verdween de stamklinker en bleef de niet-beklemtoonde vocaal over (sterker nog: hij groeide vaak uit tot een lange klinker), terwijl het in alle andere Germaanse dialecten andersom is. Zo werd het Oudfriese sunu "zoon" tot snuh, en sumur "zomer" tot smuhr.